# Musik sein
Musik sein ist ein Lied des deutschen Sängers Wincent Weiss.

## Entstehung
Geschrieben wurde der Song von Oliver Avalon, David „Dada“ Müller, Fabian Strangl, Wincent Weiss, Sascha Wernicke und Kevin Zaremba. Produziert wurde der Song von Kevin Zaremba, Fabian Strangl agierte als Ko-Produzent. Das Mastering übernahm Peter „Jem“ Seifert und Kai Blankenberg. Seifert übernahm zusätzlich auch das Programming und Mixing zusammen mit Jens Dreesen. Die Strings in dem Song stammen von Alex Komlev, die Gitarre wurde von Pivo Deinert eingespielt und die Drums stammen von Jojo Vogt. Jens Dreesen spielte zusätzlich auch noch einige Drums ein. Die Percussion wurden ebenfalls von Peter „Jem“ Seifert eingespielt, während das Klavier von Stefan Fischer gespielt wurde. Fabian Strangl und Sascha Wernicke sangen für den Song den Hintergrundgesang ein.

## Veröffentlichung
Der Song Musik sein erschien am 29. April 2016 als Single. Im September 2015 erschien mit Regenbogen die erste Soloveröffentlichung von Weiss, Musik sein erschien somit als zweite Soloveröffentlichung. Der Song agierte dabei als erste offizielle Single aus seinem ersten Album Irgendwas gegen die Stille, welches ein Jahr später erschien.
Im Jahr 2016 wurden zu dem Song mehrere Remixe digital veröffentlicht. Die Akustik-Version des Songs erschien später auf dem Akustikalbum von Irgendwas gegen die Stille. Eine Single-CD wurde ebenfalls im gleichen Jahr veröffentlicht. Diese enthält neben der normalen Version des Songs auch die Remixe von Koby Funk, Salt & Waves und Vimalavong.
Remixversionen
1. Musik sein (Adrian Louis Remix) (Remix von Adrian Louis)
2. Musik sein (BJRN Remix) (Remix von Kevin Zaremba)
3. Musik sein (Koby Funk Remix) (Remix von Koby Funk)
4. Musik sein (Salt & Waves Remix) (Remix von Salt & Waves)
5. Musik sein (Vimalavong Remix) (Remix von Vimalavong)

## Mitwirkende
- Peter „Jem“ Seifert – Abmischung
- Fabian Strangl – Hintergrundgesang, Songwriter
- Wincent Weiss – Gesang, Songwriter
- Kevin Zaremba – Produktion, Songwriter
- Sascha Wernicke – Songwriter, Hintergrundgesang

## Hintergrund
Das Magazin Musikexpress wies darauf hin, dass der Refrain in etwas abgewandelter Form aus dem Film Absolute Giganten (1999) übernommen wurde.
Das Musikvideo wurde Ende März 2016 in Kapstadt gedreht.

## Chartplatzierungen
| ChartsChartplatzierungen | Höchstplatzierung | Wochen |
| ------------------------ | ----------------- | ------ |
| Deutschland (GfK)        | 27 (30 Wo.)       | 30     |
| Österreich (Ö3)          | 8 (15 Wo.)        | 15     |
| Schweiz (IFPI)           | 10 (22 Wo.)       | 22     |

## Auszeichnungen für Musikverkäufe
| Land/Region        | Auszeichnungen für Musikverkäufe (Land/Region, Auszeichnung, Verkäufe) | Verkäufe |
| ------------------ | ---------------------------------------------------------------------- | -------- |
| Deutschland (BVMI) | Platin                                                                 | 400.000  |
| Österreich (IFPI)  | Gold                                                                   | 15.000   |
| Insgesamt          | 1× Gold · 1× Platin ·                                                  | 415.000  |

## Musik sein Tour 2017
Die Musik sein Tour 2017 begann am 15. März 2017 in Hamburg und endete am 5. April 2017 in Wien. Er reiste für insgesamt 17 Konzerte durch Deutschland, die Schweiz und Österreich. Dabei stellte er die Songs aus seinem ersten Studioalbum Irgendwas gegen die Stille vor.
| Datum         | Stadt             | Veranstaltungsort    | Land        |
| ------------- | ----------------- | -------------------- | ----------- |
| 15. März 2017 | Hamburg           | Große Freiheit 36    | Deutschland |
| 16. März 2017 | Hannover          | MuZ                  | Deutschland |
| 17. März 2017 | Jena              | Kassablanca          | Deutschland |
| 18. März 2017 | Aurich            | Stadthalle           | Deutschland |
| 20. März 2017 | Dortmund          | Freizeitzentrum West | Deutschland |
| 21. März 2017 | Köln              | Gloria               | Deutschland |
| 22. März 2017 | Stuttgart         | LKA Longhorn         | Deutschland |
| 24. März 2017 | München           | Technikum            | Deutschland |
| 26. März 2017 | Dresden           | Tante Ju             | Deutschland |
| 27. März 2017 | Frankfurt am Main | Batschkapp           | Deutschland |
| 29. März 2017 | Berlin            | Columbia Theater     | Deutschland |
| 31. März 2017 | Luzern            | Schüür               | Schweiz     |
| 1. April 2017 | St. Gallen        | Kugl                 | Schweiz     |
| 2. April 2017 | Zürich            | Plaza                | Schweiz     |
| 3. April 2017 | Ulm               | Roxy Ulm             | Deutschland |
| 4. April 2017 | Linz              | Posthof              | Österreich  |
| 5. April 2017 | Wien              | Chaya Fuera          | Österreich  |

## Coverversionen
- 2019: Milow: Der belgische Sänger coverte das Lied im Rahmen der VOX-Musiksendung Sing meinen Song – Das Tauschkonzert. Dabei entstand eine deutsch-englische Coverversion mit dem Titel Springsteen Story.[7]